# Quadrans (munt)
Een quadrans (Grieks: κοδράντης) of ook wel teruncius is een Romeinse bronzen munt ter waarde van een kwart as en daarmee de munt met de minste waarde in het Romeinse muntstelsel. In de tijden van de republiek werd de munt gegoten en had drie korrels om de waarde (drie unciae) en droeg meestal een beeltenis van Hercules. De munt werd sporadisch aangemaakt en verdween na de regering van Antoninus Pius uit het muntstelsel.
De munt wordt, onder de naam κοδράντης (kodrantes) in de Bijbel genoemd.